# Аббатство Оне
Аббатство Оне́ (фр. Abbaye d'Aulne) — бывший цистерцианский монастырь, располагавшийся на территории Льежского епископства, ныне территория городка Тюэн (Бельгия). В настоящее время от аббатства остались только руины.

## История
Монастырь был основан около 637 года святым Ланделином. В основании монастыря также принял участие святой Урсмар. Первоначально монастырь принадлежал бенедиктинцам. В 974 году монастырь был преобразован для совместной жизни епархиальных священников, которые жили согласно монастырскому правилу святого Бенедикта. В 1147 году по просьбе льежского епископа монастырь был передан цистерцианцам. В 1793 году, во время Французской революции, монастырь был подвергнут значительному разрушению. Монастырская библиотека, имевшая в своих фондах около сорока тысяч томов и пяти тысяч рукописей, была полностью уничтожена.
Аббатство до настоящего времени не восстановлено.